# Wasserburg Wocking
Die Wasserburg Wocking ist eine abgegangene Wasserburg Südostrand des Dorfes Wocking in Wohlfahrtsbrunn in der Gemeinde Bergland im Bezirk Melk in Niederösterreich. Die Reste der Burg stehen unter Denkmalschutz (Listeneintrag).
Urkundlich ist ab 1165 der Sitz Wocking genannt. Die Anlage war bis 1832 bewohnt.

## Beschreibung
Der polygonale Kern ist von einem Wassergraben umgeben. An der Innenseite des von einer Brücke überspannten Grabens mit einer Stauanlage und einer Wehr sind noch Futtermauern erkennbar.